# Allan La Fontaine
Pour les articles homonymes, voir La Fontaine.
Allan La Fontaine est un joueur français de football australien, né le 15 décembre 1910 en Australie et mort le 14 août 1999.
Il est le seul Français à avoir évolué en Victoria Football League (VFL) dans les années 1930 et 1940 au Melbourne Football Club au poste de centre. Après une carrière de joueur au cours de laquelle il remporte la VFL à trois reprises (1939, 1940 et 1941) avec Melbourne dont il est le capitaine de 1936 à 1942, il est également désigné meilleur joueur de son équipe à quatre reprises (1936, 1937, 1941, 1942). Il effectue après sa carrière sportive une reconversion au poste d'entraîneur de 1949 à 1951 toujours à Melbourne. En 1996, il intègre le temple de la renommée de l'AFL, et en 2000 fait partie de l'équipe du siècle de Melbourne.

## Histoire
Avant de jouer dans la VFL, La Fontaine est joueur de football australien amateur avec les University Blacks.
Sa carrière commence en 1934 et finit, trois fois capitaine et 171 matchs plus tard, en 1945, ayant remporté quatre Melbourne best and fairest awards (un record du club partagé avec Jim Stynes). Il est capitaine du club de Melbourne de 1936 à 1941 et après la Seconde Guerre mondiale il en est l'entraineur pendant 3 ans.
La Fontaine est introduit au Hall Of Fame dans la catégorie « joueur » en 1996 soit l'année de la création du Hall Of Fame. Il est élu en 2000 dans « L'équipe du XXe siècle » de Melbourne dans la position de centre.

## Statistiques
- Melbourne Football Club: 1934 à 1942, puis en 1945.
- 171 matchs: 77 buts.
- Capitaine de Melbourne: 1936 à 1941.
- Entraîneur de Melbourne: 1949 à 1951 (56 matchs: 25 victoires, 31 défaites).
- Best & Fairest: 1936, 1937, 1941, 1942.
- Champion de la VFL: 1939, , 1940, 1941.
- Victorian representative (équipe composée des meilleurs joueurs de Victoria): 2 matchs, 0 buts.
- Élu dans "L'équipe du XXe siècle" de Melbourne en 2000, en position de centre.
- Introduit au Hall Of Fame de l'AFL en 1996 en tant que joueur.